# María Consuelo Huertas Calatayud
María Consuelo Xelo Huertas Calatayud (Palma, 1959), primera Presidenta del Parlament de les Illes Balears en la IX legislatura, fins al 25 de gener de 2017, càrrec en el que fou succeïda, el 14 de febrer, per Baltasar Picornell com a segon President de la legislatura.
Treballa com a funcionària de l'Ajuntament de Marratxí. Llicenciada en Ciències Politiques. Va militar en el PSIB-PSOE que abandonà en 2012 per fer activisme social a la Plataforma d'Afectats per la Hipoteca (PAH). Al 2014 va ingressar a Podem de les Illes Balears, amb el qual fou la número 2 de la llista a les eleccions al Parlament de les Illes Balears de 2015. Va proposar a la cambra rebaixar-se el salari un 15%, però el PP i el PSIB-PSOE rebutjaren la proposta.
En la sessió constitutiva de la IX legislatura del Parlament balear, la seva, presentada per Podem, va ser l'única candidatura a la Presidència. La votació va donar un resultat de 33 vots a favor, amb la qual cosa va quedar proclamada Presidenta del Parlament de les Illes Balears. El desembre de 2016 va ser expulsada de Podem per un presumpte cas de corrupció, però ella va mantenir l'escó, passant al grup mixt. Tot i la seva resistència, la Mesa de la cambra, amb el suport dels juristes del Parlament, la van destituir en la sessió, a la qual ella no va assistir, del 25 de gener de 2017.
Xelo Huertas va crear el partit Moviment 4 Illes, amb el qual encapçala una llista al Parlament en les eleccions de maig de 2019.